# Bàu Trắng

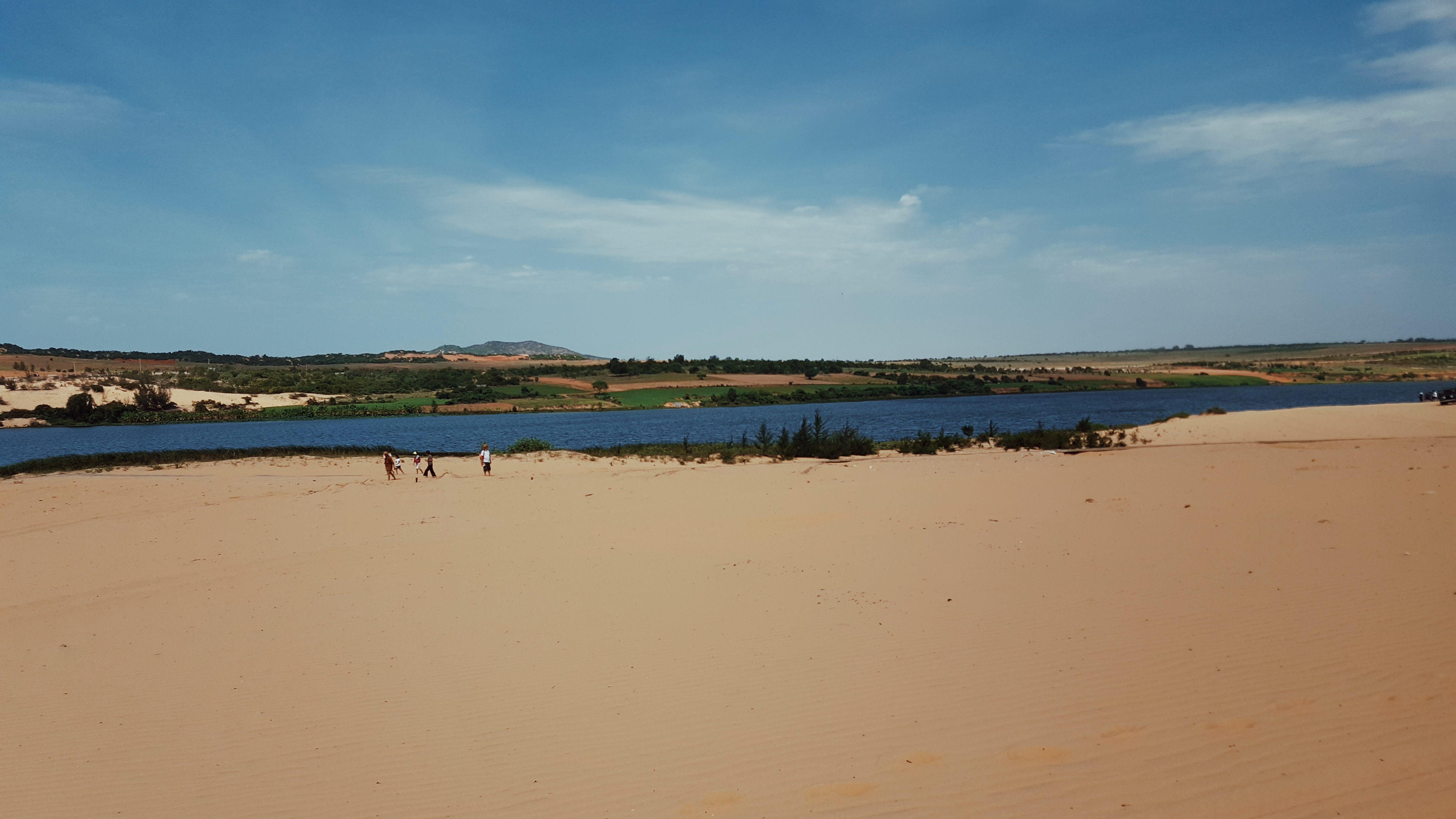
Bàu Trắng nhìn từ đồi cát

Bàu Trắng (hay Bàu Cát, Bạch Hồ, Bàu Sen) là một hồ nước ngọt ở tỉnh Bình Thuận, cách thành phố Phan Thiết khoảng 62 km về hướng Đông Bắc, thuộc thôn Hồng Lâm, xã Hòa Thắng, huyện Bắc Bình (trước đây thuộc xã Bình Nhơn, huyện Hòa Đa cũ).

## Lịch sử
Theo truyền thuyết nơi đây là một hồ lớn, sau người dân đắp đập cát chạy vắt ngang hồ để đi qua. Hồ lớn này từ đó bị chia thành 2 phần: tiểu hồ và đại hồ. Do "Bàu" trong tiếng địa phương nghĩa là "hồ" nên từ rất lâu, người địa phương đã gọi là tiểu hồ là Bàu.
Năm 1867 khi Hồ Chí Thông đi ngang qua đây, thấy cảnh đẹp của Bàu Trắng mà cụ gọi là "Bạch Hồ". "Bạch Hồ" bắt đầu xuất hiện trong thơ của Nguyễn Thông và cũng từ đó trở thành tên mà giới thi nhân gán cho Bàu Trắng.

## Miêu tả
Bàu Trắng chia thành 2 phần bởi một đồi cát vắt ngang qua. Nhân dân ở đây từ xưa đã gọi là Bàu Ông và Bàu Bà. Bàu bà rộng hơn Bàu Ông và chứa lượng nước nhiều hơn. Độ sâu của Bàu Bà là 19m vào mùa mưa. Xung quanh Bàu Bà trồng rất nhiều sen. Sen được cư dân trồng với mục đích thu hoạch hạt và ngó. Chính vì việc trồng sen tại khu vực này khiến cho cảnh quan thêm phần đặc sắc.

## Bàu Ông
Nhỏ hơn Bàu Bà, thế nhưng có một con đê ngăn cách giữa 2 hồ lại. Bàu ông nước cạn hơn và không ngọt bằng Bàu Bà

## Di tích khác
- Đền thờ nữ thần Yana ở phía nam Bàu Trắng, vị thần được người Chăm tin rằng đã mang đến nguồn nước cho con người và động vật rừng ở đây trong những mùa khô hạn.
- Cách Hòn Rơm khoảng 15 km, đi theo con đường hướng đến Bàu Trắng sẽ có 1 ngã 3, rẽ phải (phía bên trái đi Bàu Trắng), chạy thẳng hết đường sẽ thấy Hòn Hồng. Ở đây có thể câu cá lúc đêm hay ngày đều được, chỉ cần chờ nước lên cao vì ta chỉ có thể câu trên bãi cát, phía trước là vùng trũng, nước khá sâu. Cá đây chủ yếu là cá tráp (cá hanh), cá vồ...

## Đường đến Bàu Trắng
Để đến Bàu Trắng, du khách có thể đi bằng hai đường: đi xe Jeep từ Hòn Rơm - 12 km, (giá khoảng 400.000 đồng 1 xe đi được 3-4 người), hoặc từ thành phố Phan Thiết theo Quốc lộ 1 đến thị trấn Lương Sơn, có ngã ba, rẽ phải chừng 18 km là đến nơi. 
Nếu xuất phát từ Hòn Rơm, khách có thể cho xe chạy dọc theo đường đến Mũi Né, qua chợ Mũi Né, Đồi Hồng cứ thế chạy dọc bãi biển. Xe chạy khoảng một tiếng đồng hồ từ Mũi Né là vào tới Bàu Sen. 
Còn nếu đi theo hướng Lương Sơn, du khách sẽ băng qua những ngọn đồi trọc, lúc lên cao, lúc xuống thấp, xuyên qua các cánh rừng sò đo, rừng dừa xanh mướt trên những động cát trắng thơ mộng.

## Giá trị
Bàu Trắng không chỉ là nơi cung cấp nước ngọt mà còn là thắng cảnh đẹp ở khu vực Hòa Thắng-Bắc Bình. Thế nhưng, tại Mũi Né nhộn nhịp với nhiều resort và các bãi tắm đẹp thì trái lại Bàu Trắng còn rất hoang sơ và chưa được khai thác. Thế nhưng, chính vẻ đẹp hoang sơ đó cùng với những đụn cát trải dài khiến cho nơi đây trở thành một trong những nơi dành cho du khách trổ tài nhiếp ảnh.